# Нью-Гармоні (Індіана)
Нью-Гармоні (англ. New Harmony) — місто (англ. town) в США, в окрузі Поузі штату Індіана. Населення — 690 осіб (2020).

## Географія
Нью-Гармоні розташований за координатами 38°7′43″ пн. ш. 87°55′57″ зх. д. / 38.12861° пн. ш. 87.93250° зх. д. (38.128606, -87.932538).  За даними Бюро перепису населення США в 2010 році місто мало площу 1,67 км², з яких 1,65 км² — суходіл та 0,02 км² — водойми. В 2017 році площа становила 1,98 км², з яких 1,95 км² — суходіл та 0,02 км² — водойми.

## Демографія
Згідно з переписом 2010 року, у місті мешкало 789 осіб у 370 домогосподарствах у складі 194 родин. Густота населення становила 472 особи/км².  Було 464 помешкання (278/км²).
Расовий склад населення:
| - 99,0 % — білих - 0,3 % — корінних американців - 0,1 % — азіатів |

До двох чи більше рас належало 0,6 %. Частка іспаномовних становила 0,0 % від усіх жителів.
За віковим діапазоном населення розподілялося таким чином: 13,1 % — особи молодші 18 років, 53,4 % — особи у віці 18—64 років, 33,5 % — особи у віці 65 років та старші. Медіана віку мешканця становила 55,1 року. На 100 осіб жіночої статі у місті припадало 76,1 чоловіків;  на 100 жінок у віці від 18 років та старших — 71,9 чоловіків також старших 18 років.
Середній дохід на одне домашнє господарство  становив 57 187 доларів США (медіана — 48 036), а середній дохід на одну сім'ю — 74 545 доларів (медіана — 61 071). Медіана доходів становила 51 645 доларів для чоловіків та 35 655 доларів для жінок. За межею бідності перебувало 7,4 % осіб, у тому числі 4,5 % дітей у віці до 18 років та 6,7 % осіб у віці 65 років та старших.
Цивільне працевлаштоване населення становило 316 осіб. Основні галузі зайнятості: освіта, охорона здоров'я та соціальна допомога — 24,7 %, виробництво — 19,9 %, роздрібна торгівля — 11,7 %, мистецтво, розваги та відпочинок — 10,4 %.